# ديمتري ديموشكين
ديمتري ديموشكين (من مواليد 7 مايو 1979) ناشط سياسي وشخصية عامة روسية. أسس منظمة النازيين الجدد «الاتحاد السلافي» عام 1999، والتي تم تصنيفها على أنها متطرفة وتم حظرها عام 2010. في عام 2011 شارك في تأسيس المنظمة القومية «الروس»، والتي تم تصنيفها على أنها متطرفة وتم حظرها في عام 2015. وكان أيضًا منظمًا للمسيرة الروسية. في عام 2019 تم تعيين ديموشكين رئيسًا مؤقتًا لإدارة المستوطنة الريفية بارفيخينسكوي في منطقة أودينتسوفسكي إقليم موسكو.

## النشأة
ولد ديموشكين في مدينة موسكو في 7 مايو 1979.

## الحياة السياسية
أسس ديموشكين منظمة «الاتحاد السلافي» اليمينية المتطرفة في عام 1999. وفي عام 2010، تم حظر المنظمة من قبل السلطات بدعوى التطرف. في عام 2011 شارك ديمشكين في تأسيس المنظمة القومية «الروس»، ولكن تم حظرها في عام 2015. في عام 2013 أعلن ديمشكين عن نيته الترشح للرئاسة في الانتخابات الرئاسية الروسية لعام 2018.

## القضايا الجنائية
في عام 2014 أدين ديمشكين بتنظيم جمعية متطرفة. حُكم على ديموشكين بغرامة قدرها 200.000 روبل، لكن أُطلق سراحه من العقوبة بسبب انتهاء قانون التقادم للجريمة.
في عام 2016 حُكم على ديموشكين بالسجن لمدة عامين ونصف بتهمة التحريض على الكراهية بموجب المادة 282 من القانون الجنائي لروسيا وفق قانون التطرف. وكان أساس الدعوى الجنائية الصور المنشورة على صفحته في شبكة التواصل الاجتماعي VK. ديمشكين المعترف به حاليًا كسجين سياسي أمضى 8 أشهر في قطاع المراقبة المكثفة، لأنه في المواد التي قدمها المحقق تم تمييزه بأنه عرضة للهروب. أفرج عنه في 2019 بعد أن قضى عقوبة السجن في بوكروف ولاية فلاديمير أوبلاست.